# Machadorythus maculatus
Machadorythus maculatus is een haft uit de familie Machadorythidae. De wetenschappelijke naam van de soort is voor het eerst geldig gepubliceerd in 1949 door Kimmins.
De soort komt voor in het Afrotropisch gebied.